# 福山市竹ヶ端運動公園陸上競技場

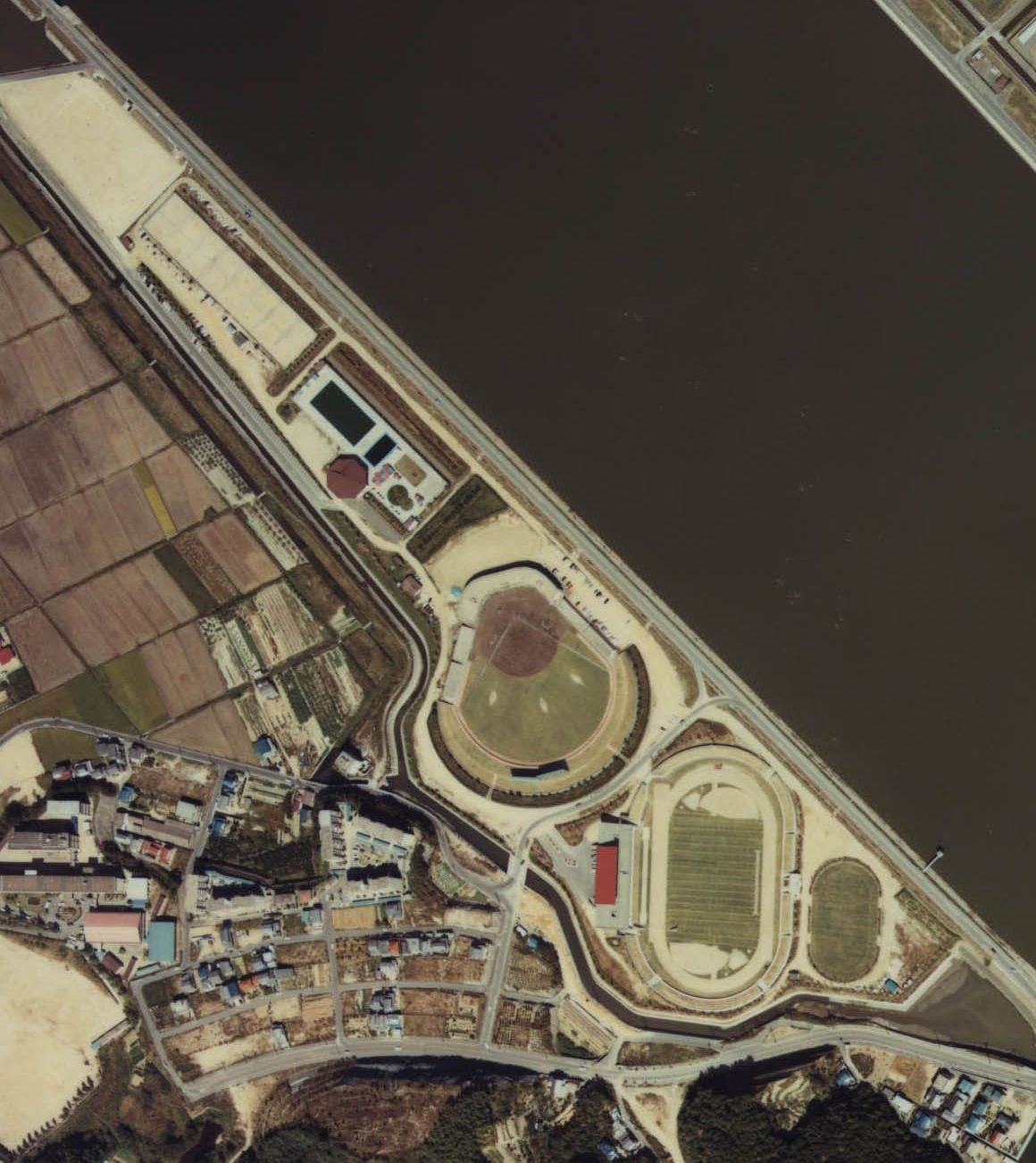
1981年。

福山市竹ヶ端運動公園陸上競技場（ふくやましたけがはなうんどうこうえんりくじょうきょうぎじょう）は、広島県福山市の福山市竹ヶ端運動公園にある陸上競技場である。福山市が所有し、公益財団法人福山市スポーツ協会が指定管理者として運営管理を行っている。

## 歴史
1978年開場。福山市の陸上競技のメイン会場として使われ、毎年「ふくやまマラソン」などが開催されている。
また、フィールドはサッカー会場としても利用され、天皇杯 JFA 全日本サッカー選手権大会や中国サッカーリーグの公式戦が開催されている。
過去には、1994年アジア大会・女子サッカー競技が行われ、また1994年のJリーグで9月21日にサンフレッチェ広島対ガンバ大阪戦が開催された。

## 命名権
2020年4月1日より福山市に本社を置く福山通運がネーミングライツを取得。愛称を「福山通運ローズスタジアム」（ふくやまつううんローズスタジアム）とした。契約は2025年3月までの5年間で、契約料は年間600万円。

## 施設概要
- 日本陸上競技連盟第2種公認
- トラック：400m×8レーン、全天候舗装
- フィールド：天然芝
- 収容人員：メインスタンド/3781人、芝生席/約6300人
- 照明塔：4基（最大照度1000Lx）
- 電光掲示板（球技用）

## 交通
- 福山駅より鞆鉄バス
  - 「鞆の浦」行・「鞆港」行で「福山商業高校前」バス停下車徒歩10分
  - 「運動公園」行(廃止)・「竹ヶ端」行で運動公園」バス停下車徒歩1分